# Raciocínio lógico-matemático
O raciocínio lógico-matemático é uma das operações de pensamento descritas por Jean Piaget. Trata do estabelecimento de relação lógica entre os entes. Segundo Piaget, a criança não é capaz de realizar tal operação quando se encontra no estágio de desenvolvimento denominado operatório concreto em torno de 4 a 5 anos, por ser considerada uma aquisição tardia e denominada de segunda-ordem 
O raciocínio lógico-matemático auxilia na resolução de problemas lógicos envolvendo as funções executivas como atenção, habilidades visuoconstrutivas, habilidades visuoespaciais, organização e memória. Para aprender ou treinar essa habilidade pode-se fazer uso de quebra-cabeças, sequências de figuras, sequência de palavras ou números,  e conjuntos. Jogos e brincadeiras também são importantes aliados como estímulos, por exemplo dominó. Essa habilidade será utilizada no ensino básico, especificamente no ensino fundamental I e II com a introdução das frações, razões, proporções, comparações, percentagens, e generalizando seu uso e aplicação nas correlações entre diversos elementos do universo. 
Para reconhecer se o indivíduo tem dificuldades nessa habilidade é recomendado a avaliação neuropsicológica. Essa avaliação tem por finalidade a investigação por meio de testes ou tarefas aplicadas, mensuradas e classificadas de acordo com a população da mesma idade e escolaridade. Os testes mais utilizados e conhecidos são a Baterias das Escalas Wechsler também conhecidas como Escalas de Inteligência . Na escala abreviada (WASI) pertencente a essa bateria, o subteste chamado Raciocínio Matricial é o que mede essa habilidade. Uma sequencia de figuras é apresentada para o indivíduo apontar qual item a completaria usando assim o raciocínio lógico.  